# ستيف مور (لاعب كرة قدم أمريكية)
ستيف مور (بالإنجليزية: Steve Moore)‏ هو لاعب كرة قدم أمريكية أمريكي، ولد في 1 أكتوبر 1960 في ممفيس في الولايات المتحدة، وتوفي في 25 أكتوبر 1989.

## وصلات خارجية
- ستيف مور على موقع مرجع كرة القدم المحترفة.كوم (الإنجليزية)